# Autokefál ortodox egyházak
Napjainkban az ortodox egyház összesen tizenöt önálló (autokefál) ortodox részegyházra oszlik. Az ókeleti egyházak szintén ortodoxnak nevezik magukat, ez a cikk csak a khalkedóni ortodox egyházi irányzathoz tartozó egyházakat sorolja fel.

## Független (autokefál) ortodox egyházak
| név, honlap | egyéb közhasználatú név                            | tagok becsült száma | székhely            | rítus          | istentiszteleti nyelv                                   | vezető és rangja                          | alapítás, eredet | egyházi naptár                                                                    | Hozzá tartozó autonóm egyházak |
| --- | -------------------------------------------------- | ------------------- | ------------------- | -------------- | ------------------------------------------------------- | ----------------------------------------- | --- | --------------------------------------------------------------------------------- | --- |
| Konstantinápolyi ortodox egyház http://www.ec-patr.org | Egyetemes Pátriárkátus                             | 3,5 millió          | Isztambul           | bizánci        | görög angol francia orosz török + egyéb helyi nyelvek   | I. Bertalan pátriárka (1991 óta)          | apostoli alapítás - 38 függetlenség az Antiochiai Egyháztól - 330 | újjuliánus juliánus (Atoszi Szerzetesi Közösség, Nyugat-Európai Orosz Exarchátus) | Amerikai Görög Ortodox Érsekség Atoszi Szerzetesi Közösség Ausztráliai Görög Ortodox Érsekség Észt apostoli ortodox egyház* Finn ortodox egyház Fülöp-szigeteki Exarchátus Krétai ortodox egyház Nagy-Britanniai Görög Ortodox Érsekség Nyugat-Európai Orosz Exarchátus Olaszországi Görög Ortodox Érsekség Patmoszi Exarchátus |
| Alexandriai ortodox egyház https://web.archive.org/web/20020603083958/http://www.greekorthodox-alexandria.org/                                                   | Alexandriai és Afrikai Görög Ortodox Pátriárkátus  | 250 ezer            | Alexandria és Kairó | bizánci        | görög arab szuahéli angol francia + egyéb helyi nyelvek | II. Teodor pápa és pátriárka (2004 óta)   | apostoli alapítás - 43 | újjuliánus                                                                        | - |
| Antiochiai ortodox egyház https://web.archive.org/web/20090621071606/http://www.antiochpat.org/                                                                  | Antiochiai és Keleti Görög Ortodox Pátriárkátus    | 1 millió            | Damaszkusz          | bizánci, latin | görög arab angol                                        | X János Yazigi (2013 óta)                 | apostoli alapítás - 37 | újjuliánus                                                                        | Észak-Amerikai Érsekség |
| Jeruzsálemi ortodox egyház https://web.archive.org/web/20140111061737/http://jerusalem-patriarchate.info/                                                        | Jeruzsálemi Görög Ortodox Pátriárkátus             | 130 ezer            | Jeruzsálem          | bizánci        | görög arab angol                                        | III. Teofilosz pátriárka (2005 óta)       | apostoli alapítás - 33 az Antiochiai Egyház alá rendelés - 135 függetlenség az Antiochiai Egyháztól - 451 | juliánus                                                                          | Sínai egyház |
| Orosz ortodox egyház http://www.mospat.ru | Moszkvai Pátriárkátus                              | 90 millió           | Moszkva             | bizánci, latin | egyházi szláv                                           | I. Cirill pátriárka (2009 óta)            | alapítás - 988 függetlenség a konstantinápolyi egyháztól - kinyilvánítva: 1448, elismerve: 1589 | juliánus                                                                          | Belarusz Exarchátus Észt ortodox egyház* Japán ortodox egyház Lett ortodox egyház Moldáv ortodox egyház Oroszországon kívüli orosz ortodox egyház* Ukrán ortodox egyház |
| Szerb ortodox egyház http://www.spc.rs Archiválva 2011. február 24-i dátummal a Wayback Machine-ben                                                              | Szerb Pátriárkátus                                 | 11 millió           | Belgrád             | bizánci        | egyházi szláv szerb                                     | Iréneusz pátriárka (2010 óta)             | függetlenség a konstantinápolyi egyháztól - 1279 visszatér a konstantinápolyi egyházhoz - 1766 ismét függetlenség a konstantinápolyi egyháztól - 1879                                                                              | juliánus                                                                          | Ohridi Érsekség |
| Román ortodox egyház http://www.patriarhia.ro | Román Pátriárkátus                                 | 19,5 millió         | Bukarest            | bizánci        | román                                                   | Dániel pátriárka (2007 óta)               | függetlenség a konstantinápolyi egyháztól - kinyilvánítva: 1865, elismerve: 1885 | újjuliánus juliánus (Besszarábiai Érsekség)                                       | Besszarábiai Érsekség* |
| Bolgár ortodox egyház http://www.bg-patriarshia.bg | Bolgár Pátriárkátus                                | 6,5 millió          | Szófia              | bizánci        | egyházi szláv bolgár                                    | Neofit pátriárka (2013 óta)               | alapítás - 865 függetlenség a konstantinápolyi egyháztól - kinyilvánítva: 919, elismerve: 927 visszatér a konstantinápolyi egyházhoz - 1767 ismét függetlenség a konstantinápolyi egyháztól - kinyilvánítva: 1872, elismerve: 1945 | újjuliánus                                                                        | - |
| Grúz ortodox egyház http://www.patriarchate.ge | Grúziai Pátriárkátus-Katolikátus                   | 3,5 millió          | Tbiliszi            | bizánci        | grúz                                                    | II. Illés katolikosz-pátriárka (1977 óta) | apostoli alapítás - 43 függetlenség az Antiochiai Egyháztól - 486 az orosz egyház alá rendelés - 1811 függetlenség az orosz egyháztól - kinyilvánítva: 1917, elismerve: 1990                                                       | juliánus                                                                          | - |
| Ciprusi ortodox egyház http://www.churchofcyprus.org.cy | Ciprusi Egyház                                     | 500 ezer            | Nicosia             | bizánci        | görög                                                   | II. Kriszosztomosz érsek (2006 óta)       | apostoli alapítás - 45 függetlenség az Antiochiai Egyháztól - kinyilvánítva: 431, elismerve: 478 | újjuliánus                                                                        | - |
| Görög ortodox egyház http://www.ecclesia.gr | Görögországi Egyház                                | 10 millió           | Athén               | bizánci        | görög                                                   | II. Hieronimosz érsek (2008 óta)          | apostoli alapítás - 52 függetlenség a konstantinápolyi egyháztól - kinyilvánítva: 1833, elismerve: 1850 | újjuliánus                                                                        | - |
| Lengyel ortodox egyház http://www.orthodox.pl | Lengyel autokefál ortodox egyház                   | 550 ezer            | Varsó               | bizánci        | egyházi szláv lengyel                                   | Száva érsek (1998 óta)                    | függetlenség az orosz egyháztól - kinyilvánítva: 1924, elismerve: 1948 | juliánus újjuliánus                                                               | - |
| Albán ortodox egyház http://www.orthodoxalbania.org | Albániai autokefál ortodox egyház                  | 600 ezer            | Tirana              | bizánci        | albán                                                   | Anasztáz érsek (1992 óta)                 | függetlenség a konstantinápolyi egyháztól - kinyilvánítva: 1922, elismerve: 1937 | juliánus újjuliánus                                                               | - |
| Cseh-szlovák ortodox egyház https://web.archive.org/web/20140714155140/http://pravoslavnacirkev.cz/ https://archive.today/20121204190348/http://www.orthodox.sk/ | Csehországi és szlovákiai autokefál ortodox egyház | 71 ezer             | Eperjes és Prága    | bizánci        | egyházi szláv                                           | Kristóf érsek (2006 óta)                  | alapítás - 1921 függetlenség a Szerb Egyháztól - kinyilvánítva: 1951, elismerve: 1998 | juliánus újjuliánus                                                               | - |
| Amerikai ortodox egyház* http://www.oca.org | -                                                  | 1 millió            | Syosset             | bizánci        | angol spanyol egyházi szláv                             | Jónás érsek (2008 óta)                    | alapítás - 1794 függetlenség az orosz egyháztól- kinyilvánítva: 1970, elismerve: általánosan nincs elismerve (csak az orosz, bolgár, grúz, lengyel, cseh-szlovák egyház ismeri el státuszát)                                       | újjuliánus juliánus                                                               | - |

## Lásd még
- Ortodox kereszténység
- Antikhalkedóni egyházak
- Keleti keresztény egyházak